# Bolvir
Bolvir è un comune spagnolo di 267 abitanti situato nella comunità autonoma della Catalogna. Fa parte della regione storica nota come Cerdagna.

## Storia

### Simboli
Lo stemma del comune si blasona:
Adottato ufficialmente il 13 dicembre 1991. La stella d'argento è un simbolo tradizionale di Bolvir. I vomeri ai lati della stella fanno riferimento all'importanza dell'agricoltura nell'economia del paese.

## Monumenti e luoghi d'interesse

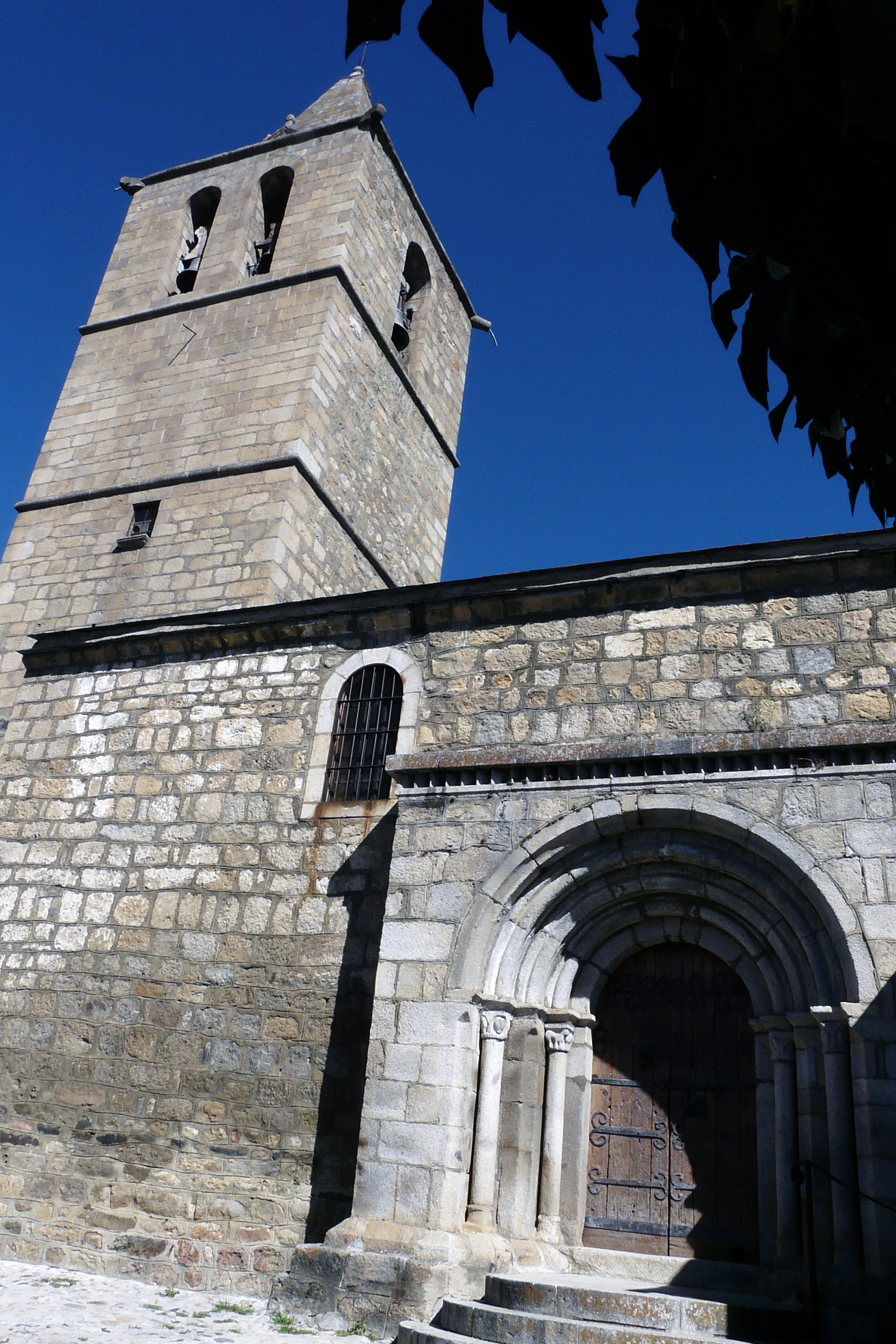
Chiesa di Santa Cecilia di Bolvir

- Chiesa di Santa Cecilia, costruita alla fine del XII secolo in stile romanico a navata unica, in seguito vennero aggiunti la sacrestia e due cappelle. È a pianta rettangolare con un'abside semicircolare. Il portale, oggi nella sua posizione originale sulla facciata sud (grazie ad un restauro del 1928, dopo esser stato traslato nel 1886 ai piedi del campanile), ha tre archivolti, di cui quello centrale poggia su colonne con capitelli zoomorfi.[2]